# Josef Volf
Josef Volf (7. února 1878 Příchovice – 12. května 1937 Praha-Královské Vinohrady) byl český historik a knihovník.

## Život
Vystudoval historii na filozofické fakultě pražské české univerzity, kde byl žákem profesorů Jaroslava Golla, Josefa Kalouska a Josefa Pekaře. V letech 1899–1910 absolvoval jako jednoroční dobrovolník vojenskou službu. Roku 1904 obhájil disertační práci z medievistiky.
Roku 1903 nastoupil do Knihovny Zemského muzea jako výpomocný úředník, a zároveň spolupracoval s Čeňkem Zíbrtem na Bibliografii české historie. Dále pracoval již jako samostatný knihovník. V roce 1928 se stal ředitelem knihovny Národního muzea. Vydal mnoho odborných prací a bibliografií většinou z oblasti české kulturní historie (dějiny knihovnictví, knihtisku, novinářství, svobodného zednářství, Jan Amos Komenský, Jan Kollár).
Měl bratra a dvě sestry. 27. června 1918 se oženil s Hermínou Tobiášovou, měli syna Miloše a dceru Věru.

## Spolky a funkce
- Redaktor Časopisu československých knihovníků
- Redaktor časopisu Svobodný zednář
- Člen výboru Spolku českých bibliofilů, také předseda
- Významný člen a od roku 1923 Mistr zednářské lóže Jan Amos Komenský[2], člen Nejvyšší rady Velké národní lóže

## Díla online
- VOLF, Josef. Čeští exulanti ve Freiberce v l. 1620–40 [online].  Praha: Královská česká společnost nauk, 1912 [cit. 2024-10-06]. Dostupné online.
- VOLF, Josef. O tiskařích, nakladatelích a knihkupcích v Praze za Josefa II. [online].  Praha:  1929 [cit. 2024-10-06]. Dostupné online.
- VOLF, Josef. Dějiny veřejných půjčoven knih v Čechách do r. 1848 [online].  Praha: Obec pražská, 1931 [cit. 2024-10-06]. Dostupné online.

### Další díla
- Dějiny českého knihtisku do roku 1848

## Pozůstalost
Je uložena v Památníku Národního písemnictví v Praze. Obsahuje mj. deník a rukopisy několika nevydaných prací.